# Сингелакис, Хараламбос
Хараламбос Сингелакис (греч. Χαράλαμπος Συγγελάκης, 1935 — 1986) — греческий шахматист.
Все спортивные достижения шахматиста относятся к 1958 г. В этом году он выиграл чемпионат Греции и возглавлял сборную страны на шахматной олимпиаде. В данном соревновании он сыграл всего 3 партии в первых турах группового турнира, во всех потерпел поражения. В базах есть поединки с С. Глигоричем (Югославия) и Ф. Андерсоном (Канада). Текст партии с А. Дункельблюмом (Бельгия) отсутствует. В остальных турах группового турнира и в финальном турнире С, куда попала сборная, Сингелакис не играл.
О дальнейшей шахматной деятельности Сингелакиса сведений нет.